# Alice Nutter
Alice Nutter (siglo XVI-20 de agosto de 1612) fue una noble recusante inglesa acusada y ahorcada como consecuencia de la caza de brujas de Pendle. Su vida y su muerte se conmemoran con una estatua en el pueblo de Roughlee, en el distrito de Pendle, en Lancashire.

## Biografía
A diferencia de muchos acusados de brujería, Alice era miembro de una familia rica y noble que poseía tierras en Pendle.
Fue acusada de estar presente en un aquelarre de brujas el Viernes Santo de 1612 y, más tarde, de causar la muerte de Henry Milton. Su principal acusadora fue una niña de nueve años llamada Jennet Device. Nutter defendió su inocencia, aunque otros se declararon culpables.
El juicio de Nutter comenzó en el castillo de Lancaster el 18 de agosto de 1612, donde se negó a la acusada el acceso a abogados o el derecho a llamar a testigos. Posteriormente fue ahorcada en Gallows Hill, en Lancaster, el 20 de agosto de 1612. Los otros ahorcados fueron Anne Whittle ("Vieja Chattox"), Ann Redfearn, Elizabeth Device ("Lizzie la bizca"), Alison Device, James Device, Katherine Hewitt, Jane Bulcock, John Bulcock e Isobel Robey.

## Legado
Alice Nutter es uno de los personajes principales de la novela gótica victoriana de William Harrison Ainsworth The Lancashire Witches.
En 1982, una de las integrantes del grupo musical Chumbawamba cambió su nombre por el de Alice Nutter mediante escritura pública, al sentir «afinidad» con el personaje histórico. Desde la disolución de la banda, uno de sus proyectos de escritura es una obra de teatro basada en los mismos Juicios de las Brujas de Pendle.
En la novela de 1990 Buenos presagios, de Terry Pratchett y Neil Gaiman (adaptada posteriormente a la televisión), aparecen varios personajes con nombres de las brujas originales de Pendle, como Agnes Nutter, una profeta quemada en la hoguera, y su descendiente Anathema Device.
En 2012, la celebridad local Bobby Elliott inauguró una estatua de Nutter en Roughlee. La estatua se encargó tras una campaña dirigida por un concejal local. El artista local David Palmer investigó la historia local y la moda de la época de Nutter para crear la estatua, realizada en acero y latón.
Ese mismo año, Jeanette Winterson publicó su novela The Daylight Gate, cuya protagonista es Alice Nutter. El libro trata sobre los hechos, pero Winterson tiene mucho interés en señalar que su personaje no es la Alice Nutter de la historia.
En 2018, se informó de que los Caballeros de Columba de Iona habían dictaminado que Alice Nutter, una recusante durante la persecución religiosa de la Iglesia católica en Inglaterra, era en realidad una mártir católica. Según los Caballeros, Nutter había asistido en realidad a una misa secreta e ilegal en la época del presunto aquelarre de brujas del Viernes Santo y su procesamiento fue un montaje de un juez corrupto que codiciaba los bienes de Nutter, pero que no pudo demostrar que Nutter fuera católica. Acusar a Nutter durante la caza de brujas de Pendle, según los Caballeros, era una alternativa fácil.
El autor inglés Joseph Delaney, en su serie de libros Spook's, incorporó a un personaje llamado Alice Deane, que es una bruja.